# Coniopteryx loipetsederi
Coniopteryx loipetsederi är en insektsart som beskrevs av H. Aspöck 1963. Coniopteryx loipetsederi ingår i släktet Coniopteryx och familjen vaxsländor. Inga underarter finns listade i Catalogue of Life.